# LabSEC
O Laboratório de Segurança em Computação da Universidade Federal de Santa Catarina (LabSEC-UFSC) é um laboratório de Pesquisa em Informática especializado na área de segurança em computação.

## Descrição
O LabSEC foi fundado em abril 2000 e faz parte do Departamento de Informática e de Estatística (INE) da UFSC.  O laboratório tem por objetivo estudar, pesquisar, avaliar e implementar soluções na área de segurança em computação, e em particular: criptografia; assinatura digital; segurança em sistemas computacionais; infra-estrutura de chaves públicas; e protocolos criptográficos.

## Principais projetos
- ICPEDU - Infraestrutura de Chaves Públicas para Pesquisa e Ensino [2]
- João de Barro - Desenvolvimento de uma plataforma criptográfica nacional para a ICP-Brasil.